# Estação Basilique de Saint-Denis
Basilique de Saint-Denis é uma estação da linha 13 do Metrô de Paris, localizada no centro de Saint-Denis, no departamento de Seine-Saint-Denis.

## História
A estação foi aberta em 20 de junho de 1976, ao mesmo tempo que a unificação da linha 13 com a antiga linha 14. Ela levou então o nome de Saint-Denis - Basilique.
Por ocasião do prolongamento da linha para Saint-Denis - Université, em 25 de maio de 1998, ela foi renomeada como Basilique de Saint-Denis nos mapas do metrô. No entanto, a exibição do novo nome na própria estação só foi realizada mais tarde. Ela porta como subtítulo Hôtel de Ville porque ela se encontra perto da Prefeitura de Saint-Denis.
Em 2015-2016, a estação foi o objeto de obras de modernização importantes com a realização do Campeonato Europeu de Futebol 2016. As escadas rolantes, a bilheteria e a frente de vendas automática foram renovadas, a iluminação das fachadas das plataformas reforçada, as antigas telhas removidas e a impermeabilização da estação refeita.
A estação registrou 5 415 515 passageiros em 2011. Desde 2012, suas plataformas foram equipadas com portas de plataforma. Ela viu entrar 5 393 138 passageiros em 2013, o que a coloca na 71a posição das estações de metrô por sua frequência.

## Serviços de Passageiros

### Acessos
A estação oferece dois acessos: por um lado, saída 1 Passage de l'Aqueduc (que dá acesso à Câmara Municipal de Saint-Denis), que conduz ao pé do cinema municipal L'Écran e conduz à ligação com o bonde T5 (parada Marché de Saint-Denis), do outro lado, a saída na 2 Place du Caquet, que leva ao pé do centro comercial Basilique e conduz à correspondência com o tramway T1.
A renovação de 2018 manteve a escada rolante de acesso à sala de bilheterias na plataforma em direção a Saint-Denis - Université mas não acrescentou uma escada rolante descendo sobre a outra plataforma.

### Plataformas

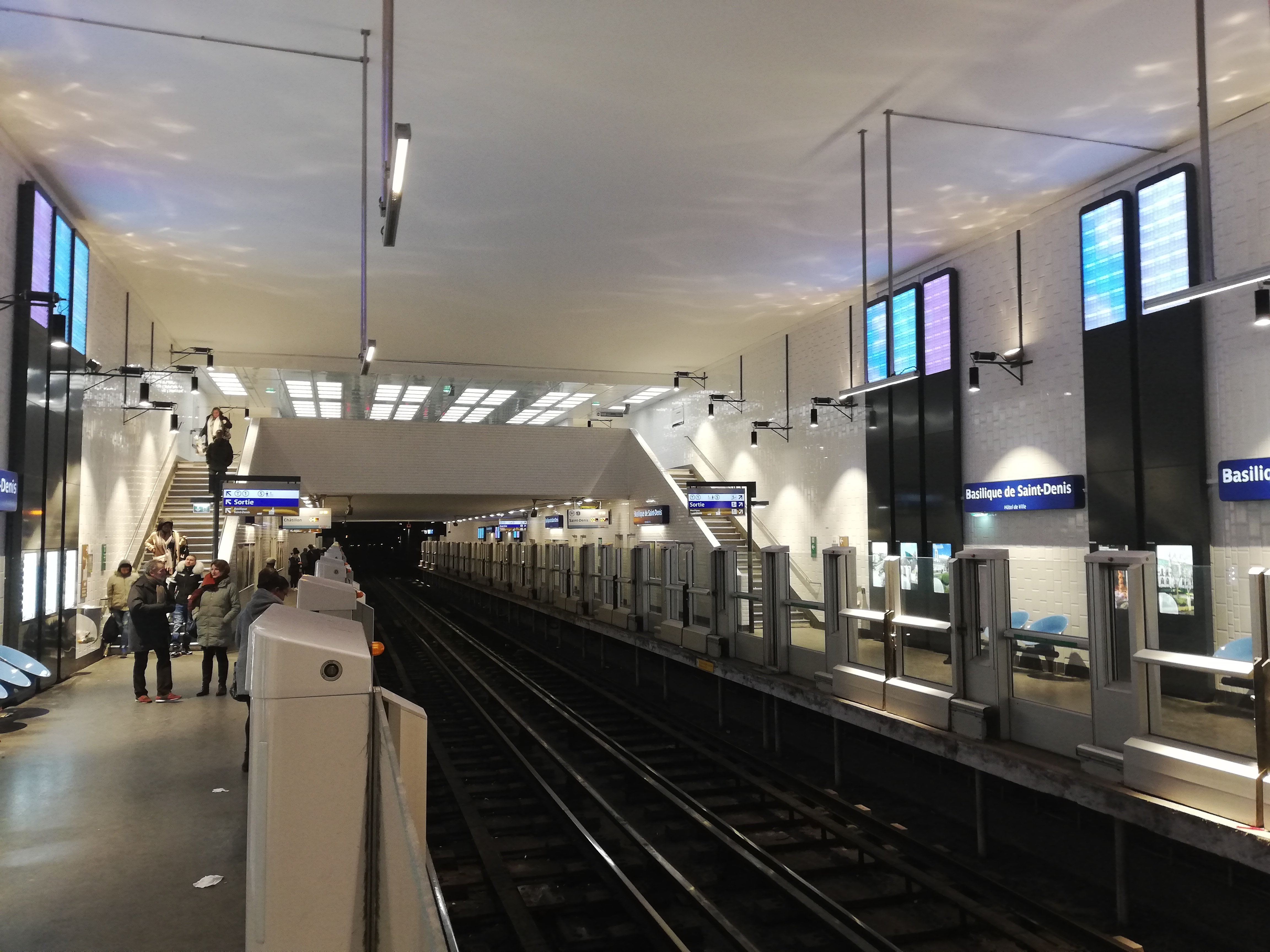
Vista das plataformas renovadas em 2019

Basilique de Saint-Denis é uma estação de configuração padrão com duas plataformas separadas pelas vias do metrô. Elas possuem uma decoração cultural, a fim de refletir a vizinhança prestigiosa da basílica e o caráter histórico de Saint-Denis.
De 2015 a 2018, a estação foi renovada e sua decoração modernizada. Os revestimentos das plataformas foram renovadas com a utilização de faianças biseladas de grande formato. As antigas colunas de aspecto marmóreo foram revistas, realçadas em luzes por lajes, dotados de díodos emissores de luz (LED), articulados em torno de uma cenografia, recordando assim os vitrais da basílica-catedral.

### Intermodalidade
Desde 1992, uma conexão com o bonde T1 tornou possível chegar entre outras coisas à estação de Saint-Denis e à parte oriental do centro da cidade de Saint-Denis.
A estação também é servida pelas linhas 153, 239 (nas proximidades) e 253 da rede de ônibus RATP.
A curta distância (parada Cité Langevin) é possível a ligação com a linha 255 da rede de ônibus RATP, com a linha 11 da rede de ônibus CIF (parada Marché de Saint-Denis) e, à noite, com a linha N44 da rede de ônibus Noctilien. Da mesma forma, os passageiros podem, desde 29 de julho de 2013, pegar o bonde T5 na parada mencionada.

## Pontos turísticos
- A Basílica de Saint-Denis, catedral de meados do século XII, uma das primeiras joias da arte gótica e necrópole dos reis da França.
- A Prefeitura de Saint-Denis, a Subprefeitura, o Tribunal de Instância.
- A Casa de Educação da Legião de Honra.
- O Mercado de Saint-Denis, um dos maiores mercados da região parisiense, nas manhãs de terça, sexta e domingo.